# Csehország a labdarúgó-világbajnokságokon
Ez a lista Csehország eredményeit mutatja be a labdarúgó-világbajnokságokon. Ezek között szerepelnek a csehszlovák csapat eredményei is, mivel ezt a FIFA a mai Csehország elődállamának ismerte el.
Csehszlovákia a világbajnokságok történetének sikeresebb csapatai közé tartozik, kétszer is második helyen végzett. Először 1934-ben, egyszer pedig 1962-ben. 1930 és 1994 között 13 versenyre neveztek be, melyből 8-ra ki is jutottak. Két további világbajnokságon nem adták le a jelentkezésüket.
Csehszlovákia politikai felbomlása, Csehország és Szlovákia megalakulása óta az utódállam már nem ennyire sikeres. Az öt világbajnokságból egyre sikerült kijutnia (2006-ban), de akkor sem jutott túl a selejtezőkön.
A világbajnokságok történetében a legtöbbször Brazíliával mérkőzött meg. A két ország ötször játszott, ezalatt a csehek (mindig mint Csehszlovákia része) egyszer sem győzött. Háromszor vereséget szenvedett, kétszer pedig döntetlen lett az eredmény. Két másik csapattal találkozott sokszor a válogatott, (Nyugat)-Németországgal és Olaszországgal is három három mérkőzést játszottak. A németek ellen egy nyereség, egy döntetlen és egy vesztes mérkőzés a mérlegük, míg az olaszok ellen mindig veszítettek.

## Eredmények

Csehszlovákia (fehérben) már rögtön az első világbajnokságán, 1934-ben a döntőig jutott, ahol azonban kikapott Olaszországtól (kékben)

### Csehszlovákiaként
Bajnok       Második helyezett       Harmadik helyezett
| Év       | Forduló        | Pozíció | GP | GY | D | V  | GK | GL |
| -------- | -------------- | ------- | -- | -- | - | -- | -- | -- |
| 1930     | Nem vett részt | -       | -  | -  | - | -  | -  | -  |
| 1934     | Döntő          | 2       | 4  | 3  | 0 | 1  | 9  | 6  |
| 1938     | Nyolcaddöntő   | 5       | 3  | 1  | 1 | 1  | 5  | 3  |
| 1950     | Nem vett részt | -       | -  | -  | - | -  | -  | -  |
| 1954     | Csoportkör     | 14      | 2  | 0  | 0 | 2  | 0  | 7  |
| 1958     | Csoportkör     | 9       | 4  | 1  | 1 | 2  | 9  | 6  |
| 1962     | Döntő          | 2       | 6  | 3  | 1 | 2  | 7  | 7  |
| 1966     | Nem jutott ki  | -       | -  | -  | - | -  | -  | -  |
| 1970     | Csoportkör 1   | 15      | 3  | 0  | 0 | 3  | 2  | 7  |
| 1974     | Nem jutott ki  | -       | -  | -  | - | -  | -  | -  |
| 1978     | Nem jutott ki  | -       | -  | -  | - | -  | -  | -  |
| 1982     | Csoportkör     | 19      | 3  | 0  | 2 | 1  | 2  | 4  |
| 1986     | Nem jutott ki  | -       | -  | -  | - | -  | -  | -  |
| 1990     | Elődöntő       | 6       | 5  | 3  | 0 | 2  | 10 | 5  |
| 1994     | Nem jutott ki  | -       | -  | -  | - | -  | -  | -  |
| Összesen | 8/15           | 2 döntő | 30 | 11 | 5 | 14 | 44 | 45 |

### Csehországként
| FIFA World Cup record | FIFA World Cup record | FIFA World Cup record | FIFA World Cup record | FIFA World Cup record | FIFA World Cup record | FIFA World Cup record | FIFA World Cup record | FIFA World Cup record |
| Év                    | Forduló               | Helyezés              | J                     | GY                    | D                     | V                     | GK                    | GK                    |
| --------------------- | --------------------- | --------------------- | --------------------- | --------------------- | --------------------- | --------------------- | --------------------- | --------------------- |
| 1998                  | Nem jutott ki         | Nem jutott ki         | Nem jutott ki         | Nem jutott ki         | Nem jutott ki         | Nem jutott ki         | Nem jutott ki         | Nem jutott ki         |
| 2002                  | Nem jutott ki         | Nem jutott ki         | Nem jutott ki         | Nem jutott ki         | Nem jutott ki         | Nem jutott ki         | Nem jutott ki         | Nem jutott ki         |
| 2006                  | Csoportkör            | 20.                   | 3                     | 1                     | 0                     | 2                     | 3                     | 4                     |
| 2010                  | Nem jutott ki         | Nem jutott ki         | Nem jutott ki         | Nem jutott ki         | Nem jutott ki         | Nem jutott ki         | Nem jutott ki         | Nem jutott ki         |
| 2014                  | Nem jutott ki         | Nem jutott ki         | Nem jutott ki         | Nem jutott ki         | Nem jutott ki         | Nem jutott ki         | Nem jutott ki         | Nem jutott ki         |
| 2018                  | Még nem dőlt el       | Még nem dőlt el       | Még nem dőlt el       | Még nem dőlt el       | Még nem dőlt el       | Még nem dőlt el       | Még nem dőlt el       | Még nem dőlt el       |
| 2022                  | Még nem dőlt el       | Még nem dőlt el       | Még nem dőlt el       | Még nem dőlt el       | Még nem dőlt el       | Még nem dőlt el       | Még nem dőlt el       | Még nem dőlt el       |
| Összesen              |                       | 1/5                   | 3                     | 1                     | 0                     | 2                     | 3                     | 4                     |

## Mérkőzésenként

### Csehszlovákiaként
| Év   | Forduló                  | Ellenfél                  | Gólok                 | Góllövők                                 |
| ---- | ------------------------ | ------------------------- | --------------------- | ---------------------------------------- |
| 1934 | Csoportkör               | Románia                   | 2–1                   | Puč, Nejedlý                             |
| 1934 | Negyeddöntő              | Svájc                     | 3–2                   | Svoboda, Sobotka, Nejedlý                |
| 1934 | Elődöntő                 | Németország               | 3–1                   | Nejedlý (3)                              |
| 1934 | Döntő                    | Olaszország               | 1–2 (hosszabbításban) | Puč                                      |
| 1938 | 1. Kör                   | Hollandia                 | 3–0 (hosszabbításban) | Košťálek, Nejedlý                        |
| 1938 | Negyeddöntő              | Brazília                  | 1–1 (hosszabbításban) | Nejedlý                                  |
| 1938 | Negyeddöntő (megismételt | Brazília                  | 1–2                   | Kopecký                                  |
| 1954 | 3. csoport               | Uruguay                   | 0–2                   |                                          |
| 1954 | 3. csoport               | Ausztria                  | 0–5                   |                                          |
| 1958 | 1. csoport               | Észak-Írország            | 0–1                   |                                          |
| 1958 | 1. csoport               | Németország               | 2–2                   | Dvořák, Zikán                            |
| 1958 | 1. csoport               | Argentína                 | 6–1                   | Dvořák, Zikán (2), Feureisl, Hovorka (2) |
| 1962 | C csoport                | Spanyolország             | 1–0                   | Štibrányi                                |
| 1962 | C csoport                | Brazília                  | 0–0                   |                                          |
| 1962 | C csoport                | Mexikó                    | 1–3                   | Mašek                                    |
| 1962 | Negyeddöntő              | Magyarország              | 1–0                   | Scherer                                  |
| 1962 | Elődöntő                 | Jugoszlávia               | 3–1                   | Kadraba, Scherer (2)                     |
| 1962 | Döntő                    | Brazília                  | 1–3                   | Masopust                                 |
| 1970 | 3. csoport               | Brazília                  | 1–4                   | Petráš                                   |
| 1970 | 3. csoport               | Románia                   | 1–2                   | Petráš                                   |
| 1970 | 3. csoport               | Anglia                    | 1–0                   |                                          |
| 1982 | 4. csoport               | Kuvait                    | 1–1                   | Panenka                                  |
| 1982 | 4. csoport               | Anglia                    | 0–2                   |                                          |
| 1982 | 4. csoport               | Franciaország             | 1–1                   | Panenka                                  |
| 1990 | A csoport                | Amerikai Egyesült Államok | 5–1                   | Skuhravý (2), Bílek, Hašek, Luhový       |
| 1990 | A csoport                | Ausztria                  | 1–0                   | Bílek                                    |
| 1990 | A csoport                | Olaszország               | 0–2                   |                                          |
| 1990 | Nyolcaddöntő             | Costa Rica                | 4–1                   | Skuhravý (3), Kubík                      |
| 1990 | Negyeddöntő              | Németország               | 0–1                   |                                          |

### Csehországként
| Év   | Forduló   | Ellenfél                  | Gólok | Góllövők            |
| ---- | --------- | ------------------------- | ----- | ------------------- |
| 2006 | E csoport | Amerikai Egyesült Államok | 3–0   | Koller, Rosický (2) |
| 2006 | E csoport | Ghána                     | 0–2   |                     |
| 2006 | E csoport | Olaszország               | 0–2   |                     |

## Góllövő ranglista

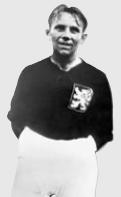
Oldřich Nejedlý volt Csehszlovákia, Csehország legjobb góllövője a világbajnokságokon

| Szám | Név             | Gólok | Világbajnokság |
| ---- | --------------- | ----- | -------------- |
| 1    | Oldřich Nejedlý | 7     | 1934 és 1938   |
| 2    | Tomáš Skuhravý  | 5     | 1990           |
| 3    | Zdeněk Zikán    | 3     | 1958           |
| 3    | Adolf Scherer   | 3     | 1962           |
| 5    | Antonín Puč     | 2     | 1934           |
| 5    | Milan Dvořák    | 2     | 1958           |
| 5    | Václav Hovorka  | 2     | 1958           |
| 5    | Ladislav Petráš | 2     | 1970           |
| 5    | Antonín Panenka | 2     | 1982           |
| 5    | Michal Bílek    | 2     | 1990           |
| 5    | Tomáš Rosický   | 2     | 2006           |

## Külső hivatkozások
- Csehország honlapja a FIFA-nál Archiválva 2018. július 9-i dátummal a Wayback Machine-ben
- Világbajnoki statisztikák Archiválva 2014. július 14-i dátummal a Wayback Machine-ben